# Fadija
Fadija (arab. ‏فادية‎; ur. 15 grudnia 1943 w Kairze, zm. 28 grudnia 2002 w Lozannie) – egipska księżniczka, najmłodsza córka króla Faruka I i Faridy. Miała dwie siostry: Fauzijję i Firjal oraz przyrodniego brata Fu’ada.
W związku z rewolucją z 1952 roku wyemigrowała do Szwajcarii, gdzie pracowała jako tłumaczka. 3 grudnia 1963 roku poślubiła w Londynie Rosjanina Piotra Aleksiejewicza Orłowa. Zmarła z przyczyn naturalnych, została pochowana w mauzoleum w meczecie Al-Rifa'i w Kairze.
Znała języki francuski, angielski, włoski i hiszpański w stopniu biegłym.